# كأس ملك إسبانيا 1990–91
كأس ملك إسبانيا 1990–91 (بالإسبانية: Copa del Rey de fútbol 1990-91)‏ هو الموسم 87 من كأس ملك إسبانيا. أشرف على تنظيمه الاتحاد الملكي الإسباني لكرة القدم، وكان عدد الأندية المشاركة فيه 211، وفاز فيه أتلتيكو مدريد.